# 中华人民共和国网络实名制
中国网络实名制是中华人民共和国境内的互联网服务提供商和互联网内容提供商（尤其是用户生成内容的站点）在提供服务时需要收集用户的真实姓名、身份证号等信息的实名制制度。由于网络实名制的實施有可能引致網民的受宪法保护的言論空間遭到侵犯和收窄，因此引来了各方的关注，在中国社会产生很大的争议。世界上只有少數国家，如韓國曾經實施過網絡實名制。

## 历史

### 民间禁止匿名的提议
中国大陆对匿名禁止提议的源头，一般都认为是2002年清华大学新闻学教授李希光在南方谈及新闻改革时提出建议“中国人大应该禁止任何人网上匿名”。他认为网络也应该严格的受到版权和知识产权的保护，“同时网上写东西要负法律责任”，“包括传统媒体，应该提倡用真名，不用笔名发表文章⋯⋯利用假名发表东西是对公众的不负责”。
他的这番言论在网上引起轩然大波，被称为“李希光事件”。虽然经过了一段时间言辞激烈的争论，但是随后并没有相应的措施出台，事情也就不了了之。之后李希光自己也称已经对网络实名的话题丧失了兴趣，“禁止网上匿名是非常不现实的，在法律上和技术上都行不通。”

### 中国政府对网络实名制的实施
2012年全国人大常委会通过了《全国人大常委会关于加强网络信息保护的决定》。该决定要求有限度的网络实名，即服务提供商在「为用户办理网站接入服务，办理固定电话、移动电话等入网手续，或者为用户提供信息发布服务」时，要求用户提供身份信息。该决定同时要求服务提供者保护个人隐私和个人信息。2012年3月16日，新浪、搜狐、网易和腾讯微博共同正式实行微博实名制。
2013年3月， 中华人民共和国国务院发布关于实施《国务院机构改革和职能转变方案》任务分工的通知，其中要求工业和信息化部、国家互联网信息办公室会同公安部负责，在2014年6月底前出台并实施信息网络实名登记制度。  2015年1月中央网络安全和信息化委员会办公室宣布， 2015年中国将全面推进网络实名制。 2015年2月，中央网络安全和信息化委员会办公室发布的《互联网用户账号名称管理规定》第五条规定， 互联网信息服务提供者应当按照“后台实名、前台自愿”的原则，要求互联网信息服务使用者通过真实身份信息认证后注册账号。
2016年11月7日通过的《中华人民共和国网络安全法》第二十四条规定，「网络运营者为用户办理网络接入、域名注册服务，办理固定电话、移动电话等入网手续，或者为用户提供信息发布、即时通讯等服务，在与用户签订协议或者确认提供服务时，应当要求用户提供真实身份信息。用户不提供真实身份信息的，网络运营者不得为其提供相关服务。」这是中国大陆首次以法律形式明确网络实名制。
2017年8月25日，中央网络安全和信息化委员会办公室公布《互联网跟帖评论服务管理规定》，自2017年10月1日起施行。规定包括网站不得向未实名认证的用户提供跟帖评论服务、新闻信息的用户评论应先审核后发布等。
2017年9月7日，中央网络安全和信息化委员会办公室印发《互联网群组信息服务管理规定》，自2017年10月8日起施行。

## 发展状况

### 网吧
从2003年开始，中国各地的网吧管理部门開始要求所有在网吧上网的客户必须向网吧出示身份证，实名登记，以及办理一卡通、IC卡等，理由是防止未成年人进入网吧。。

### 电子邮件
2004年5月13日，中国互联网协会发布了《互聯網電子郵件服務標準》（征求意见稿），首次提出实名制并且强调电子邮件服务商应要求客户提交真实的客户资料，该资料将是判断邮箱服务归属的标准。但2006年3月20日施行的《互聯網電子郵件服務標準》只採取了电子邮件服务器IP地址登记制度。此外，2004年9月26日，中国共产主义青年团所主管的中国青少年网络协会成立了游戏专业委员会，并决定在今后一年里，建立中国青少年全国游戏玩家俱乐部，为网络游戏中实施实名制打下基础。

### 网站
2004年5月18日，实行全站实名制的网站出现。
2005年，信息产业部会同有关部门要求境内所有网站主办者必须通过为网站提供接入、托管、内容服务的IDC、ISP来备案登记，或者登录信息产业部备案网站自行备案。无论是企、事业单位网站，或是个人网站，都必须在备案时提供有效证件号码。通信管理局将对截至6月30日24时仍未向备案管理系统报备相关信息的网站实施暂时关闭，通知相关接入服务提供者暂时停止其接入服务。信息产业部电信管理局相关负责人敦请被暂时关闭的网站务必在7月10日24时前补办备案手续，否则将被关闭。
2004年，中国教育部发布的《关于进一步加强高等学校校园网络管理工作的意见》，明确提出在高校教育网实施实名制，並成为中国教育部对中国高校进行审核的重要依据。至2005年3月，以清华大学水木清华BBS为首的一批各大高校的BBS向仅限实名制校内交流平台的转变。
2006年10月，中华人民共和国信息产业部提出对博客实行实名制，在网上引起很大的反对声音。2007年3月，中国互联网协会发出消息称中国互联网协会在推进博客实名制，被媒体认为博客实名制已成定局。而此前，中国已经有博客服务商推出全站实行实名制注册的博客网站。
2007年5月28日，有网站已实行实名制三周年。
2008年1月，网络实名制立法进程启动。
2008年8月，国家工业和信息化部正式答复网络实名制立法提案，虽未获通过，但表示，“实现有限网络实名制管理”将是未来互联网健康发展的方向。
2010年4月13日，《人民日报》发表署名文章：林永青：网络实名制利弊之辩。
2012年3月16日，新浪、搜狐、网易和腾讯微博共同正式实行微博实名制。
2012年12月28日，第十一届全国人大常委会第三十次会议审议并通过《关于加强网络信息保护的决定草案》，其中规定了“网络服务提供者为用户办理网站接入服务，办理固定电话、移动电话等入互联网手续，或者为用户提供信息发布服务，应当在与用户签订协议时，要求用户提供真实身份信息”。
2013年3月29日，中华人民共和国国务院办公厅“关于实施《国务院机构改革和职能转变方案》任务分工的通知”，其中“2014年完成的任务”第十三条为“出台并实施信息网络实名登记制度。（工业和信息化部、国家互联网信息办公室会同公安部负责。2014年6月底前完成）”。
2014年11月6日，中央网络安全和信息化委员会办公室召开跟帖评论管理专题会，并要求29家网站签署《跟帖评论自律管理承诺书》。《承诺书》第三条提出的“坚持用户以真实身份信息注册账号”被认为是要求强制使用实名制账户发表评论。
2016年5月，支付宝因应相关部门的严格规管而实行实名制，但隨后推至7月1日才实行。根据《非银行支付机构网络支付业务管理办法》，由非银行支付机构经营的网络支付业务实行实名制管理，所有用户需要实名登记才能使用网络支付业务。
2017年5月，百度开始在用户登录时提示：“应国家法律要求，6.1日起使用互联网服务需进行账号实名，为保证百度账号的正常使用，请尽快完成手机号验证。”，并且网站账号不能再以电子邮箱注册，必须使用中国手机号码才能完成注册。
2017年5月22日，继百度宣布落实实名制之后，知乎宣布将逐步落实帐号实名认证。
2017年7月5日，Bilibili宣布投稿时需要进行实名认证，国内用户需要绑定手机号，而海外用户除了绑定手机号之外还需上传身份证明。2017年9月22日，Bilibili宣布强化实名认证机制：2017年9月29日起，未完成手机号绑定的帐号无法进行投稿、发弹幕、发私信和评论等操作。
2023年10月31日，微信公众号、新浪微博、百度百家号、抖音、今日头条、小红书、知乎、哔哩哔哩、快手宣布将公开50万粉丝以上的账号的真实姓名。
2024年7月26日，中華人民共和國公安部和国家互联网信息办公室以強化公民個人信息保護為由，發佈關於《國家網絡身份認證公共服務管理辦法（徵求意見稿）》

### 网络游戏
2005年7月20日，中国最大的即时通讯公司腾讯发布公告称，根据深圳公安局《关于开展网络公共信息服务场所清理整治工作的通知》，配合中国有关部门对腾讯开展的网络公共信息服务进行整理，对QQ群创建者和管理员进行实名登记工作。而此时正好媒体报道韩国网络实名制的情况，因而腾讯的这一举措被广泛看作是“中国全面推行网络实名制的序幕”。
2005年7月22日，新华网称从7月22日起至9月底，中国深圳警方将开展为期3个月的网络公共信息服务场所清理整治工作。其中，警方将对BBS、BBS的版主进行实名登记，并校验身份证号码。8月5日中国文化部、信息产业部联合下发《关于网络游戏发展和管理的若干意见》。该意见稿称为防止未成年人沉溺于网络游戏中的杀怪练级，要求“PK类练级游戏（依靠PK来提高级别）应当通过身份证登陆，实行实名游戏制度，拒绝未成年人登陆进入”。
根据《未成年人网络保护条例》（送审稿）规定，「网络信息服务提供者提供网络游戏服务的，应当要求网络游戏用户提供真实身份信息进行注册，有效识别未成年人用户。同时规定，网络信息服务提供者应当按照国家有关规定和标准，采取技术措施，未成年人接触不适宜其接触的游戏或游戏功能，限制未成年人连续使用游戏的时间和单日累计使用游戏的时间，禁止未成年人在每日的0：00至8:00期间使用网络游戏服务」。
2021年8月30日，国家新闻出版署下发了《国家新闻出版署关于进一步严格管理切实防止未成年人沉迷网络游戏的通知》，该通知规定所有网络游戏企业仅可在周五、周六、周日和法定节假日每日20时至21时向未成年人提供1小时网络游戏服务，其他时间均不得以任何形式向未成年人提供网络游戏服务。

### 手機卡
2016年起，使用中國大陸的手機號碼必須進行實名制登記。

## 评价
支持者认为“网络最吸引人的地方不是‘匿名’，而是沟通起来更方便，更快捷。”也有人认为，实名有利于清除网络上各种垃圾信息，网络诈骗和谣言，增加信息的可信度和网民之间的信任度，“营造出更加和谐更有营养的网络文化” 。
而反对者则认为“网络的魅力就在于匿名”，如果网站采取的信息保密措施不够好，实名制就很有可能导致用户大量的个人隐私遭到泄漏，造成很严重的后果。即使网站采取了足够好的保密措施，许多网民都倾向于将个人重要账号的密码设得非常简单，以致于很容易破解，这样，同样有可能造成很严重的后果。再有，地方政府完全可以用某些方法得到用户的个人信息，而网络实名制使得报复等行为更加容易，所以需要有配套完善的举报制度和保护真实信息的言论自由，保护讲真话者不被报复的法律和行政制度是最关键的。再退一步讲，就算真的做到了很好的实名制，并且能完全避免或解决上述所有问题，当网络犯罪真正发生了以后，如果公安机关不努力侦破，敷衍了事，或收贿受贿等，同样没有多少意义。况且，在网络裡大家才可以自由的发表言论。至于诬蔑或发表违法言论是可以通过技术手段解决的。”
另一方面，也有人认为应该以“二元法”處理，“可以在一些大的、正规的网站要求实名制，增加信息的可信度；一些小的论坛则可不做要求，给大家留下随意“灌水”的空间。 ”

## 相关法律
- 《全国人民代表大会常务委员会关于加强网络信息保护的决定》
- 《互联网信息服务管理办法》（国务院令第292号）
- 《非经营性互联网信息服务备案管理办法》（信息产业部令第33号）
- 《中华人民共和国反恐怖主义法》
- 《中华人民共和国网络安全法》